# Parti communiste du Canada - Saskatchewan
Pour les articles homonymes, voir Parti communiste du Canada (homonymie).
Le Parti communiste du Canada – Saskatchewan a été un parti politique communiste de la province canadienne de la Saskatchewan. Il s'agissait de la section saskatchewanaise du Parti communiste du Canada. Il présente des candidats à l'Assemblée législative de la Saskatchewan aux élections provinciales de 1938 à 1986.
Les communistes présentent trois candidats du front populaire sous le nom d’Unité en 1938, élisant deux députés. Ils présentent également deux candidats sous l’étiquette communiste, qui ne réussissent pas à se faire élire. Après l’interdiction du Parti communiste durant les premières années de la Seconde Guerre mondiale, il s’établit sous le nom de Parti ouvrier progressiste comme visage légal, et présente des candidats sous ce nom tout au long des années 1940 et 1950. Dorise Nielsen remporte un siège aux élections fédérales de 1940, représentant la circonscription de North Battleford, en Saskatchewan, sous la bannière des « Progressistes unis ». Le parti reprend le nom de Parti communiste en 1960.

## Chefs du Parti
- Florence Theodore, 1942
- William Charles Beeching[2], 1957 - 1969
- William Charles Beeching, 1971 - 1978

## Résultats électoraux
| Élection                   | Nombre de votes                 | % du vote populaire          | Nombre de candidats     | Nombre d'élus          |
| Unité / Communiste         | Unité / Communiste              | Unité / Communiste           | Unité / Communiste      | Unité / Communiste     |
| -------------------------- | ------------------------------- | ---------------------------- | ----------------------- | ---------------------- |
| 1938                       | 9 848 unités; 8 514 communistes | 2.24 Unité / 1.93 Communiste | 3 Unité / 2 Communistes | 2 Unité / 0 Communiste |
| Parti ouvrier progressiste |                                 |                              |                         |                        |
| 1944                       | 2 067                           | 0,52                         | 3                       | 0                      |
| 1948                       | 1 301                           | 0,26                         | 1                       | 0                      |
| 1952                       | 1 151                           | 0,21                         | 2                       | 0                      |
| 1956                       | 536                             | 0,1                          | 2                       | 0                      |
| Parti communiste           |                                 |                              |                         |                        |
| 1960                       | 380                             | 0,06                         | 2                       | 0                      |
| 1964                       | 68                              | 0,01                         | 1                       | 0                      |
| 1967                       | -                               | -                            | -                       | -                      |
| 1971                       | 46                              | 0,01                         | 1                       | 0                      |
| 1975                       | -                               | -                            | -                       | -                      |
| 1978                       | -                               | -                            | -                       | -                      |
| 1982                       | -                               | -                            | -                       | -                      |
| 1986                       | 73                              | 0,01                         | 1                       | 0                      |
| 1991                       | -                               | -                            | -                       | -                      |
| 1995                       | -                               | -                            | -                       | -                      |
| 1999                       | -                               | -                            | -                       | -                      |
| 2003                       | -                               | -                            | -                       | -                      |

## Voir également
- Liste des partis politiques canadiens
- Politique de la Saskatchewan